# Кумок, Яков Невахович
Яков Невахович Кумок (20 мая 1932, Минск, БССР — 21 июня 2011) — русский писатель.
Окончил Среднеазиатский государственный университет (1955). Работал геологом, с 1956 года в журналистике: газета "Комсомолец Узбекистана" и др., затем редактором на телевидении.
Один из авторов знаменитого (1967, № 3) номера журнала "Звезда Востока", в котором опубликовал очерк о Михоэлсе. 
Член Союза писателей СССР (1978).

## Произведения
- Кумок Я. Губкин. М.: Молодая гвардия, 1968. — 288 с.
- Кумок Я. Евграф Фёдоров. М.: Молодая гвардия, 1971. — 320 с.
- Кумок Я. Карпинский. М.: Молодая гвардия, 1978. — 304 с.
- Кумок Я. Чёрное солнце Когелет (философское эссе о библейской книге Экклезиаст).
- Кумок Я. Милимойе, или Рукопись, прочитанная на баррикаде: Роман. М.: Присцельс, 1997.
- Кумок Я. Страна, где берегут следы: Роман, повести, рассказы. М.: Когелет, 2000.